# Chortinaspis decorata
Chortinaspis decorata är en insektsart som beskrevs av Ferris 1952. Chortinaspis decorata ingår i släktet Chortinaspis och familjen pansarsköldlöss. Inga underarter finns listade i Catalogue of Life.